# Fritz Kohlrausch

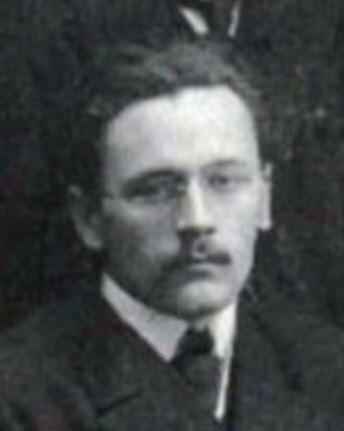
Fritz Kohlrausch (1908)

Karl Wilhelm Friedrich „Fritz“ Kohlrausch (* 6. Juli 1884 in Gstettenhof bei Türnitz; † 17. September 1953 in Graz) war österreichischer Physiker.

## Leben
Fritz Kohlrausch wurde am 6. Juli 1884 als Sohn des Chemikers und Besitzers des Bauerngutes Gstettenhof Otto Arndt Constantin Kohlrausch und dessen Ehefrau Amalia in Gstettenhof bei Türnitz geboren und am 28. Juli 1884 auf den Namen Friedrich Wilhelm Karl getauft.
Er entstammte einer deutschen Gelehrtenfamilie. Sein Großvater war der bekannte Physiker Rudolf Kohlrausch, sein Onkel Friedrich Kohlrausch ein bedeutender Physikochemiker.
Kohlrausch besuchte das Gymnasium in Wien und Baden bei Wien und studierte anschließend an der Philosophischen Fakultät der Universität Wien. 1907 wurde er mit einer Dissertation über den statistischen Charakter des radioaktiven Zerfalls zum Dr. phil. promoviert. Am 14. Mai 1910 heiratete er im Innsbrucker Dom Vilma Norer. Von 1908 bis 1920 war er − unterbrochen vom Kriegsdienst 1915/16 − Assistent von Franz Serafin Exner am Physikalischen Institut und wurde 1911 habilitiert. Von 1912 bis 1920 war er zugleich Honorardozent an der Wiener Musik-Akademie. Von 1917 bis 1920 hatte er einen Lehrauftrag über Farbenlehre an der Kunstgewerbeschule Wien. Er wurde 1919 zum außerordentliche Professor ernannt und 1920 auf den Lehrstuhl für Physik an die Technische Hochschule in Graz berufen. Im Studienjahr 1923/24 war Kohlrausch Rektor sowie 1922/23 und 1946 bis 1948 Dekan an der Technischen Hochschule Graz. Im Jahr 1938 wurde er zum Mitglied der Leopoldina gewählt.

## Forschung
In seiner Forschungstätigkeit beschäftigte sich Kohlrausch zunächst mit Luftelektrizität und mit Radioaktivität. Mit Egon Schweidler gelang ihm 1912 die Zählung einzelner Alpha-Teilchen durch Verwendung eines Elektrometers hoher Ladungsempfindlichkeit. Gemeinsam mit Erwin Schrödinger befasste er sich mit der durch Gammastrahlung erzeugten Sekundärstrahlung. Für seine Beschäftigung mit Fragen der physiologischen Optik und spektralphotometrischen Messungen erhielt er 1922 den Lieben-Preis. 1928 verlieh ihm die Akademie der Wissenschaften für seine Studien zur ionisierenden Strahlung den Haitinger-Preis.
Überragende Bedeutung hat in seinem Schaffen hatte ab 1928 die Erforschung des Raman-Effekts: Farbiges Licht, das auf Moleküle oder größere Teilchen trifft, wird ohne Farbänderung abgelenkt. Wenn jedoch die Lichtstreuung mit Aufnahme von Strahlungsenergie durch ein Molekül verbunden ist, oder wenn das Molekül bei der Streuung Energie an die Strahlung abgibt, dann kann es zu Farbänderungen kommen. Vergleich der Wellenlänge des einfallenden und des gestreuten Lichts kann zu Aussagen über die Schwingungen führen, welche die im Molekül enthaltenen Atome gegeneinander ausführen. Dieser Effekt ist für die Ermittelung der chemischen Konstitution, für den optischen Nachweis von Molekülen, die auf anderem Wege nicht erkannt werden können, von größter Bedeutung.
Er war in großem Ausmaß publizistisch tätig und verfasste zahlreiche Bücher, unter anderem den umfangreichen Band „Radioaktivität“ im „grünen“ Handbuch der Experimentalphysik. Nach ihm ist der Fritz-Kohlrausch-Preis benannt.

## Werke
- Probleme der γ-Strahlen (= Sammlung Vieweg. Bd. 87/88, ZDB-ID 987296-6). Vieweg, Braunschweig 1927.
- Radioaktivität (= Handbuch der Experimentalphysik. Bd. 15). Akademische Verlagsgesellschaft, Leipzig 1928.
- Ramanspektren (= Hand- und Jahrbuch der chemischen Physik. Bd. 9: Die Spektren. Abschnitt 6, ZDB-ID 1231828-0). Akademische Verlagsgesellschaft Becker & Erler, Leipzig 1943 (Nachdruck. Heyden Books, London u. a. 1972, ISBN 0-85501-071-1).
- Der Smekal-Raman-Effekt. 2 Bände. Springer, Berlin 1931–1938.
  - Hauptwerk (= Struktur der Materie in Einzeldarstellungen. Bd. 12, ZDB-ID 527555-6).
  - Ergänzungsband: 1931–1937 (= Struktur und Eigenschaften der Materie in Einzeldarstellungen. Bd. 19, ZDB-ID 527570-2).